# Борис Анђелић
Борис Анђелић (Сарајево 1970) српски је књижевник и публициста .
Добитник је награде "Златна Кацига" .

## Биографија
Борис Анђелић је рођен у Сарајеву 1970. године. Средње образовање стекао је у Првој сарајевској гимназији. По одслужењу војног рока, у граду рођења уписује Одсјек свјетске књижевности на Филозофском факултету, да би и град и студије напустио на почетку грађанског рата у Босни и Херцеговини.лутао је Подгорицом и Београдом, радио је на црно по доковима Пиреја и кафићима Лимасола.Два пута је депотрован у Београд, гдје је крајем 1994. године сачекао излазак родитеља из сарајевског концлогора, да би се недуго затим са породицом иселио у Канаду.Од 1996. године живи и ради у Ванкуверу.
Са писањем је започео још у основној школи, а већ као средњошколац сарађује са многим листовима, часописима и електронским медијима, највећим под псеудонимом Боки Анђелино.
Почетком деведесетих година прошлог вјека са причом "Огледало", осваја награду на југословенском конкурсу за новинску причу на тему из живота радника.На 7 Међународном фестивалу хумора и сатире "Златна кацига" у Крушевцу 2004. године прича "Мистер Европа" доноси му награду за писану форму.Са причама из живота наших људи у расијању сарађује у "Кишобрану" -најзападнијим српским новинама, које као мјесечник излазе у Ванкуверу.Стални је сарадник часописа Review Richmond.

## Спољашне везе
- Матична библиотека Источно Сарајево